# 리투아니아 왕국
리투아니아 왕국(리투아니아어: Lietuvos karalystė 리에투보스 카랄리스테)은 1251년부터 1253년까지 존재했던 리투아니아의 왕국이다.

## 민다우가스
1251년 7월 17일 리투아니아 민다우가스 대공이 국왕 칭호를 받으면서 왕국으로 격상됐다. 1253년 7월 6일 민다우가스가 리투아니아 국왕으로 즉위했으며 아내 모르타(Morta)는 왕비로 즉위했다. 1255년 민다우가스는 교황 알렉산데르 4세로부터 아들을 국왕으로 대관시키는 허가를 받았다.
민다우가스가 리보니아 검의 형제 기사단과 동맹 평화 관계를 수립하면서 동쪽으로 영토를 확대했고 리보니아 기사단은 제마이티야 정복을 시도했다. 조카인 트레니오타(Treniota)의 권유로 인해 기사단과의 평화 관계가 파기되었다. 또한 기사단과의 분쟁에서 트레니오타의 영향력이 확대되면서 민다우가스는 우위를 잃었다. 1263년 민다우가스가 자신의 두 아들과 함께 암살되면서 리투아니아 왕국은 소멸되었다.

## 재건 시도
1392년부터 1430년까지 리투아니아의 대공을 역임한 비타우타스(Vytautas)는 1430년 신성 로마 제국의 지기스문트 황제로부터 리투아니아의 국왕 칭호를 받으면서 리투아니아 왕국의 수립을 선포했다. 그러나 지기스문트가 비타우타스에게 보낸 왕관은 폴란드의 귀족들이 탈튀했고 비타우타스는 국왕으로 즉위하지 못하고 사망했다.
1918년 2월에 러시아 제국으로부터의 독립을 선언한 리투아니아는 군주제를 부활하면서 독일 제국의 귀족인 우라흐(Urach)의 빌헬름(Wilhelm, 민다우가스 2세)를 리투아니아의 국왕으로 추대했다. 그렇지만 독일 제국이 1918년 제1차 세계 대전에서 패전하면서 독일 제국의 종속국이었던 리투아니아 왕국은 소멸되었고 리투아니아에는 공화정이 수립되었다.

## 사진

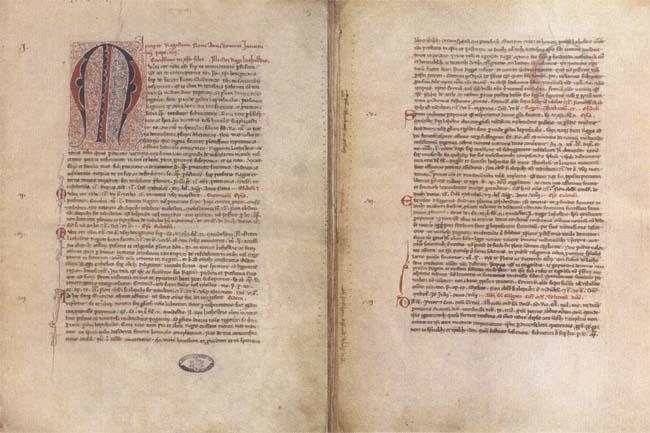
리투아니아의 땅이 교황의 지배를 받고 있다고 명시한 교황의 문서
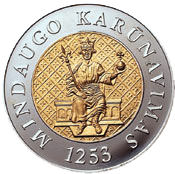
민다우가스의 대관식 750주년을 기념하여 발행한 리투아니아의 200 리타스 주화
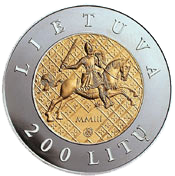
민다우가스의 대관식 750주년을 기념하여 발행한 리투아니아의 200 리타스 주화

## 같이 보기
- 리투아니아 대공국
- 리투아니아 왕국 (1918년)